# Bryon Wilson
Bryon Wilson, né le 10 novembre 1985 à Butte dans le Montana, est un skieur acrobatique américain spécialisé dans les épreuves de bosses. 
Au cours de sa carrière, il a disputé les Jeux olympiques d'hiver en 2010 et remporté à cette occasion une médaille de bronze. En coupe du monde, il est monté à deux reprises sur un podium pour deux secondes places le 11 décembre 2009 et le 12 décembre 2009 à Suomu. Enfin, il a remporté le titre mondial de bosses chez les juniors en 2006 à Krasnoe Ozero.

## Palmarès

### Coupe du monde
- Meilleur classement général : 15e en 2010.
- Meilleur classement en bosses : 5e en 2010.
- 1 victoire pour 4 podiums en bosses.

#### Différents classement en coupe du monde
| Année/Classement | Année/Classement | Général | Général | Bosses | Bosses |  |
| ---------------- | ---------------- | ------- | ------- | ------ | ------ |  |
| Année/Classement | Année/Classement | Class.  | Points  | Class. | Points |  |
| 2007             | 2007             | 156e    | 0       | 52e    | 4      |  |
| 2008             | 2008             | 60e     | 14      | 17e    | 137    |  |
| 2009             | 2009             | 119e    | 6       | 32e    | 50     |  |
| 2010             | 2010             | 15e     | 31      | 5e     | 306    |  |
| 2011             | 2011             | 49e     | 18      | 12e    | 202    |  |
| 2012             | 2012             | 174e    | 3       | 42e    | 37     |  |

#### Détails des victoires
| Édition / Épreuve | Bosses      |
| 2013              | Kreischberg |

### Jeux olympiques
- En 2010 :  3e